# Matayba mollis
Matayba mollis är en kinesträdsväxtart som beskrevs av Ludwig Radlkofer. Matayba mollis ingår i släktet Matayba och familjen kinesträdsväxter. Inga underarter finns listade i Catalogue of Life.